# South Oroville (Kalifornija)
South Oroville je naseljeno područje za statističke svrhe u američkoj saveznoj državi Kalifornija. Prema popisu stanovništva iz 2010. u njemu je živjelo 5.742 stanovnika.